# Войска Новороссийской области ВСЮР
Войска́ Новоросси́йской о́бласти Вооруже́нных сил Ю́га Росси́и (ВСЮР), Войска́ Новоросси́йского кра́я, Войска́ Новоро́ссии — оперативно-стратегическое объединение войск Вооружённых сил Юга России в августе 1919 — марте 1920 гг. в Новороссийской области Юга России (область была образована 25 августа 1919 года командованием ВСЮР как территориальное-административное объединение Херсонской губернии и Северной Таврии). Созданы 20 августа 1919 г. Принимали участие в боевых действиях против РККА, петлюровских, галицких и махновских вооружённых формирований, которым нанесли ряд тактических поражений. Максимальная численность — свыше 15 000 штыков и сабель. Штаб в г. Одессе. Командующий — генерал Н. Н. Шиллинг. Расформированы 27 марта 1920 г.

## Состав
Войска Новороссийской области созданы на базе 3-го армейского корпуса ВСЮР. Приказом главнокомандующего ВСЮР № 2018 от 20 августа 1919 г. управление 3 ак было расформировано, личный состав обращался на формирование штаба командующего войсками Новороссийской области. С этого же числа учреждался штаб в составе управлений: генерал-квартирмейстера и дежурного генерала, инспектора артиллерии, начальника снабжений (с управлениями заведующих артиллерийской и инженерной частями и интенданта) начальника санитарной части, начальника ветеринарной части.
- Состав[3]:
- 4-я пехотная дивизия,
- Казачья бригада генерал-майора Н. В. Склярова[4] :
  - 2-й Лабинский казачий полк ККВ (255 сабель, 11 пулемётов);
  - 2-й Таманский казачий полк ККВ (523 сабель, 17 пулемётов);
- 42-й Донской казачий полк (740 штыков, 308 сабель, 12 пулемётов);
- сводный отряд генерал-лейтенанта А. Н. Розеншильд-Паулина:
  - Крымский конный и Сводно-драгунский полк;
  - Отдельный сводный пехотный батальон (381 шт., 8 пул.);
  - легкая батарея (4 ор.);
- Чеченская конная дивизия (была присоединена к войскам Новороссии позже);
- Славянский стрелковый полк;
- дивизион ротмистра Двойченко (549 сабель, 4 пулемёта);
- горско-мусульманская сотня (60 сабель);
- 4-й отдельный тяжелый гаубичный дивизион;
- отдельная тяжелая гаубичная батарея;
- 3-й радио-телеграфный дивизион;
- 3-я и 7-я отдельные телеграфные роты;
- 3-й автомобильный батальон.
- 8-й авиаотряд;
- 5-й бронепоездной и 3-й бронеавтомобильный (1-й, 2-й и 3-й отряды) дивизионы.
- гарнизон Одессы (Караульный полк — 2067 штыков при 2 пулемётах. и 9-й армейский запасный батальон — 248 шт. при 13 пул.);
- гарнизон Севастополя (Севастопольский комендантский батальон — 338 штыков при 2 пулемётах и Севастопольская крепостная артиллерия — 24 тяжелых орудия)
- комендантские команды: Симферополя (110 штыков), Евпатории (29 штыков.), Феодосии (374 штыков), Ялты (200 штыков), Керчи (118 штыков при 3 пулемётах), Очакова (70 штыков при 2 пулемётах), Херсона (595 штыков) и Алешек (78 штыков).
- в составе войск области воевали также малочисленные офицерские дружины, составленные из пожилых офицеров местных городов.

На 20 сентября 1919 г. войска Новороссийской области ВСЮР насчитывали всего 12595 штыков и 2654 сабель при 167 пулемётах и 61 орудии.
Состав войск Новороссии менялся в связи с изменением положения фронтов. Так, к 11 ноября 1919 г. в войсках Новороссии состояли: 13-я и 34-я пехотные дивизии, Симферопольский офицерский полк, Славянский, 48-й, 75-й, 78-й пехотные полки, Сводный полк 14-й пехотной дивизии, Сводно-драгунский, Лубенский гусарский, Крымский конный, 2-й Лабинский, 2-й Таманский, 42-й Донской казачий полки, 7-й и 9-й армейские запасные батальоны, Терский, 4-й запасный и Севастопольский отдельный пехотный батальоны, 3-й автоброневой и 5-й бронепоездной дивизионы и 8-й авиационный отряд.

## Командование
- Командующий — Главноначальствующий Новороссийской области генерал-лейтенант Н. Н. Шиллинг (с 26 августа 1919 г. по 18 марта 1920 г.).
- Начальник штаба: генерал-майор В. В. Чернавин (с 20 августа 1919 г. по 19 февраля, а также с 10 по 27 марта 1920 г.); полковник Г. И. Коновалов (24 февраля — 10 марта 1920).
- Генерал-квартирмейстер — полковник Н. В. Даровский.
- Дежурный генерал — генерал-майор И. И. Ветвеницкий.
- Инспектор артиллерии — генерал-майор М. Н. Папа-Фёдоров (с 15 октября 1919 г).[5]

## Участие войск Новороссийской области в Гражданской войне

1-й курень 6-й бригады Галицкой армии в составе войск Новороссийской области ВСЮР, 17 ноября 1919 года.

Войска Новороссийской области ВСЮР на Правобережной Украине нанесли поражение соединениям регулярной армии Украинской Народной Республики и 22 октября 1919 овладели Жмеринским железнодорожным узлом, а затем заняли города Могилев-Подольский, Проскуров. В действиях против Галицкой армии Вооружённых сил УНР войска Новороссийской области ВСЮР овладели Тульчином, вынудив отойти Запорожский корпус армии УНР к Вапнярке, а также поставив 3-ю Железную дивизию Галицкой армии под угрозу окружения. 
6 ноября 1919 руководство Галицкой армии вынуждено было заключить перемирие и военный союз с войсками ВСЮР, по которому Галицкая армия, переименованная в Украинскую Галицкую армию, должна была в дальнейшем войти в состав войск Новороссийской области ВСЮР.
Войска Новороссийской области ВСЮР участвовали в боевых действиях против Революционной повстанческой армии Украины. По оценкам мариупольского историка Ю. Рябухи, численность белогвардейцев, действовавших против повстанческой армии махновцев, составляла примерно 10 000 человек, и большей частью это были войска Новороссийской области ВСЮР.